# ريتشارد لي
ريتشارد لي (بالإنجليزية: Richard Li)‏ (و. 1966 – م) هو رائد أعمال، من كندا، ولد في هونغ كونغ البريطانية.

## التعليم
تعلم في جامعة ستانفورد.